# بي (شركة)
شركة بي (بالإنجليزية: Be Inc.) هي شركة كمبيوتر أميركية تأسست في عام 1990، بنظام التشغيل بي أو إس وبي بوكس على أجهزة الكمبوتر الشخصية. تقع مكاتب الشركة في مينلو بارك، كاليفورنيا، وكذلك مكاتب إقليمية للمبيعات في فرنسا واليابان. ونقلت الشركة لاحقا إلى ماونتن فيو في كاليفورنيا.